# Campionato AMA Supermoto 2006
Nel Campionato AMA Supermoto 2007 i titoli vengono assegnati al pilota Honda Jeff Ward (450 cm³), al pilota KTM Ben Carlson (Unlimited) e al pilota Honda Cassidy Anderson (Lites).

## Supermoto (Top 7)
| Pos | Pilota         | Moto/Team                 | 1        | 2        | 3      | 4      | 5         | 6        | 7      | 8        | 9        | 10        | Punti |
| --- | -------------- | ------------------------- | -------- | -------- | ------ | ------ | --------- | -------- | ------ | -------- | -------- | --------- | ----- |
| 1   | Jeff Ward      | Honda Troy Lee Designs    | 4 - 2    | 1 - 1    | 5 - 2  | 13 - 1 | 1 - 2     | 2 - 1    | 1 - 1  | 6 - 1    | 2 - 3    | 2 - 1     | 429   |
| 2   | Doug Henry     | Yamaha Graves Motorsports | 1 - 1    | 3 - 15   | 11 - 6 | 1 - 2  | 4 - 1     | 3 - 2    | 2 - 2  | 2 - 13   | 4 - 1    | 3 - 2     | 393   |
| 3   | Chris Fillmore | Honda Troy Lee Designs    | rit. - 4 | 4 - 3    | 4 - 3  | 3 - 4  | 3 - 4     | 4 - 3    | 3 - 6  | 1 - 7    | 7 - 2    | 4 - 3     | 356   |
| 4   | Mark Burkhart  | Yamaha Graves Motorsports | 7 - 8    | 2 - 4    | 1 - 22 | 2 - 3  | 2 - 7     | 1 - rit. | 22 - 3 | 5 - 2    | 1 - rit. | 1 - rit.  | 310   |
| 5   | Jürgen Künzel  | KTM Red Bull HMC          | 2 - 11   | rit. - 2 | 7 - 4  | 5 - 6  | 12 - 3    | 5 - 15   | 4 - 4  | 3 - 3    | 5 - 5    | 6 - 4     | 310   |
| 6   | Troy Herfoss   | Husqvarna USA GP          | 9 - 5    | 5 - 6    | 3 - 5  | 9 - 7  | 5 - 6     | 23 - 5   | 7 - 11 | 7 - rit. | 3 - 6    | 5 - rit.  | 257   |
| 7   | Kurt Nicoll    | KTM Red Bull HMC          | 3 - 3    | 6 - 5    | 6 - 7  | 4 - 5  | rit. - 13 | 6 - 4    | 5 - 5  |          | 6 - 4    | 20 - rit. | 242   |
| Pos | Pilota         | Moto/Team                 | 1        | 2        | 3      | 4      | 5         | 6        | 7      | 8        | 9        | 10        | Punti |

## Unlimited (Top 2)
| Pos | Pilota       | Moto/Team        | 1    | 2 | 3 | 4  | 5 | 6 | 7 | 8 | 9  | 10 | Punti |
| --- | ------------ | ---------------- | ---- | - | - | -- | - | - | - | - | -- | -- | ----- |
| 1   | Ben Carlson  | KTM Red Bull HMC | 1    | 3 | 1 | 17 | 4 | 4 | 2 | 1 | 2  | 2  | 200   |
| 2   | Micky Dymond | KTM All Access   | rit. | 2 | 2 | 3  | 1 | 1 |   | 3 | 13 | 1  | 182   |

## Lites (Top 2)
| Pos | Pilota           | Moto/Team                 | 1 | 2 | 3 | 4 | 5 | 6 | 7 | 8 | 9 | 10 | Punti |
| --- | ---------------- | ------------------------- | - | - | - | - | - | - | - | - | - | -- | ----- |
| 1   | Cassidy Anderson | Honda Troy Lee Designs    | 1 | 1 | 1 | 1 | 1 | 2 | 1 | 1 | 2 | 5  | 235   |
| 2   | Brandon Currie   | Yamaha Graves Motorsports | 3 | 2 | 4 | 2 | 2 | 1 | 2 | 3 | 1 | 2  | 218   |